# Campionati austriaci di sci alpino 2001
I Campionati austriaci di sci alpino 2001 si sono svolti a Damüls, Innerkrems, See e Spital am Semmering tra il 21 marzo e il 5 aprile. Il programma ha incluso gare di discesa libera, supergigante, slalom gigante, slalom speciale e combinata, tutte sia maschili sia femminili.
Trattandosi di competizioni valide anche ai fini del punteggio FIS, vi hanno partecipato anche sciatori di altre federazioni, senza che questo consentisse loro di concorrere al titolo nazionale austriaco.

## Risultati

### Uomini

#### Discesa libera
| Pos. | Atleta             | Nazione | Tempo   |
| ---- | ------------------ | ------- | ------- |
| 1    | Fritz Strobl       | Austria | 1:16,68 |
| 2    | Michael Walchhofer | Austria | 1:17,16 |
| 3    | Peter Rzehak       | Austria | 1:17,17 |
| 4    | Christian Greber   | Austria | 1:17,19 |
| 5    | Hannes Trinkl      | Austria | 1:17,43 |
| 6    | Norbert Holzknecht | Austria | 1:17,54 |
| 7    | Klaus Kröll        | Austria | 1:17,63 |
| 8    | Andreas Buder      | Austria | 1:17,79 |
| 9    | Patrick Wirth      | Austria | 1:18,02 |
| 10   | Roland Assinger    | Austria | 1:18,07 |

Data: 21 marzo

Località: Innerkrems

#### Supergigante
| Pos. | Atleta             | Nazione   | Tempo   |
| ---- | ------------------ | --------- | ------- |
| 1    | Josef Strobl       | Austria   | 1:26,78 |
| 2    | Jernej Reberšak    | Slovenia  | 1:27,29 |
| 3    | Norbert Holzknecht | Austria   | 1:27,41 |
| 4    | Gregor Šparovec    | Slovenia  | 1:27,51 |
| 5    | AJ Bear            | Australia | 1:27,62 |
| 6    | Peter Rzehak       | Austria   | 1:27,69 |
| 7    | Hannes Reichelt    | Austria   | 1:27,87 |
| 8    | Christoph Alster   | Austria   | 1:27,94 |
| 9    | Georg Streitberger | Austria   | 1:28,09 |
| 10   | Roland Assinger    | Austria   | 1:28,11 |

Data: 24 marzo

Località: Innerkrems

#### Slalom gigante
| Pos. | Atleta             | Nazione  | Tempo   |
| ---- | ------------------ | -------- | ------- |
| 1    | Alois Vogl         | Germania | 2:00,97 |
| 2    | Christoph Alster   | Austria  | 2:01,17 |
| 3    | Martin Marinac     | Austria  | 2:01,40 |
| 4    | Rainer Schönfelder | Austria  | 2:01,84 |
| 5    | Matthias Lanzinger | Austria  | 2:02,04 |
| 6    | Michael Walchhofer | Austria  | 2:02,27 |
| 7    | Manfred Pranger    | Austria  | 2:02,68 |
| 8    | Florian Seer       | Austria  | 2:02,79 |
| 9    | Reinfried Herbst   | Austria  | 2:02,87 |
| 10   | Hannes Reichelt    | Austria  | 2:02,92 |

Data: 5 aprile

Località: See

#### Slalom speciale
| Pos. | Atleta             | Nazione   | Tempo   |
| ---- | ------------------ | --------- | ------- |
| 1    | Kurt Engl          | Austria   | 1:40,32 |
| 2    | Manfred Pranger    | Austria   | 1:40,95 |
| 3    | Kilian Albrecht    | Austria   | 1:41,00 |
| 4    | Rainer Schönfelder | Austria   | 1:41,46 |
| 5    | Pierre Egger       | Austria   | 1:42,40 |
| 6    | Andreas Omminger   | Austria   | 1:42,48 |
| 7    | Matthias Lanzinger | Austria   | 1:42,89 |
| 8    | Hannes Reiter      | Austria   | 1:42,93 |
| 9    | Stanley Hayer      | Rep. Ceca | 1:43,08 |
| 10   | Andrej Šporn       | Slovenia  | 1:43,09 |

Data: 26 marzo

Località: Spital am Semmering

#### Combinata
| Pos. | Atleta             | Nazione |
| ---- | ------------------ | ------- |
| 1    | Matthias Lanzinger | Austria |
| 2    | Kurt Engl          | Austria |
| 3    | Kilian Albrecht    | Austria |

Data: 21 marzo-5 aprile

Località: Innerkrems, See, Spital am Semmering

Classifica stilata attraverso i piazzamenti ottenuti
in discesa libera, slalom gigante e slalom speciale

### Donne

#### Discesa libera
| Pos. | Atleta              | Nazione   | Tempo   |
| ---- | ------------------- | --------- | ------- |
| 1    | Stefanie Schuster   | Austria   | 1:21,72 |
| 2    | Andrea Felber       | Austria   | 1:22,06 |
| 3    | Doris Götzenbrucker | Austria   | 1:22,16 |
| 4    | Ingrid Rumpfhuber   | Austria   | 1:22,29 |
| 5    | Katharina Dorner    | Austria   | 1:22,30 |
| 6    | Manuela Mair        | Austria   | 1:22,40 |
| 7    | Marianna Salchinger | Austria   | 1:22,42 |
| 8    | Elisabeth Gmainer   | Austria   | 1:22,57 |
| 9    | Lucie Hrstková      | Rep. Ceca | 1:22,65 |
| 10   | Silvia Berger       | Austria   | 1:22,73 |

Data: 21 marzo

Località: Innerkrems

#### Supergigante
| Pos. | Atleta               | Nazione   | Tempo   |
| ---- | -------------------- | --------- | ------- |
| 1    | Ingrid Rumpfhuber    | Austria   | 1:29,93 |
| 2    | Astrid Vierthaler    | Austria   | 1:30,41 |
| 3    | Christine Sponring   | Austria   | 1:30,69 |
| 4    | Andrea Felber        | Austria   | 1:30,84 |
| 5    | Karin Blaser         | Austria   | 1:30,90 |
| 6    | Špela Bračun         | Slovenia  | 1:30,96 |
| 7    | Lucie Hrstková       | Rep. Ceca | 1:30,98 |
| 8    | Tanja Schneider      | Austria   | 1:31,23 |
| 9    | Michaela Dorfmeister | Austria   | 1:31,42 |
| 10   | Silvia Berger        | Austria   | 1:31,97 |

Data: 24 marzo

Località: Innerkrems

#### Slalom gigante
| Pos. | Atleta               | Nazione   | Tempo   |
| ---- | -------------------- | --------- | ------- |
| 1    | Christiane Bauer     | Germania  | 2:03,84 |
| 2    | Petra Zakouřilová    | Rep. Ceca | 2:04,10 |
| 3    | Eveline Rohregger    | Austria   | 2:04,31 |
| 4    | Maria Riesch         | Germania  | 2:04,57 |
| 5    | Kumiko Kashiwagi     | Giappone  | 2:04,58 |
| 6    | Michaela Kirchgasser | Austria   | 2:04,95 |
| 6    | Stefanie Schuster    | Austria   | 2:04,95 |
| 8    | Petra Knor           | Austria   | 2:05,13 |
| 9    | Andrea Felber        | Austria   | 2:05,43 |
| 10   | Nicole Hosp          | Austria   | 2:05,46 |

Data: 5 aprile

Località: Damüls

#### Slalom speciale
| Pos. | Atleta             | Nazione  | Tempo   |
| ---- | ------------------ | -------- | ------- |
| 1    | Christine Sponring | Austria  | 1:37,98 |
| 2    | Sabine Egger       | Austria  | 1:39,61 |
| 3    | Eva Walkner        | Austria  | 1:41,04 |
| 4    | Stefanie Schuster  | Austria  | 1:41,33 |
| 5    | Kumiko Kashiwagi   | Giappone | 1:41,91 |
| 6    | Astrid Vierthaler  | Austria  | 1:42,34 |
| 7    | Sabrina Raich      | Austria  | 1:42,54 |
| 8    | Karin Blaser       | Austria  | 1:42,60 |
| 9    | Mojca Rataj        | Slovenia | 1:42,66 |
| 10   | Daniela Zeiser     | Austria  | 1:42,70 |

Data: 25 marzo

Località: Spital am Semmering

#### Combinata
| Pos. | Atleta            | Nazione |
| ---- | ----------------- | ------- |
| 1    | Stefanie Schuster | Austria |
| 2    | Eveline Rohregger | Austria |
| 3    | Katharina Dorner  | Austria |

Data: 21 marzo-5 aprile

Località: Damüls, Innerkrems, Spital am Semmering

Classifica stilata attraverso i piazzamenti ottenuti
in discesa libera, slalom gigante e slalom speciale